# فينتشينزو كارتاري
فينتشينزو كارتاري (بالإنجليزية: Vincenzo Cartari)‏، (1531 - 1590) كان ميثوغرافيَّا، سكرتيرًا، ودبلوماسي من عصر النهضة الإيطالية، درسه جان سيزنيك وباحثون في معهد واربورغ. بصفته المترجم الإيطالي الأول لـ أوفيد أنا فاستي، وهي قصيدة لاتينية عن الآلهة والمعتقدات الدينية للرومان القدماء، اكتسب كارتاري معرفة عميقة بالعالم الكلاسيكي وأساطيره.

## روابط خارجية
- http://amsdottorato.unibo.it/6782/
- https://dinamico2.unibg.it/cartari/
- https://iconographic.warburg.sas.ac.uk/vpc/VPC_search/results_advanced_search.php?p=1&aut=60
- https://www.metmuseum.org/art/collection/search/347175
- http://www.treccani.it/enciclopedia/vincenzo-cartari_(Dizionario-Biografico)/